# Electroestàtica
L'electroestàtica és una branca de la física que estudia les càrregues elèctriques en repòs (electricitat estàtica).
Des de l'època clàssica se sap que alguns materials, com l'ambre, atrauen partícules lleugeres després del fregament. La paraula grega per a «ambre», (en grec; ἤλεκτρον, ḗlektron), va ser així la font de la paraula «electricitat». Els fenòmens electroestàtics sorgeixen de les forces que les càrregues elèctriques exerceixen entre elles. Aquestes forces es descriuen per la llei de Coulomb.
Tot i que les forces induïdes electrostàticament semblen ser més aviat febles, algunes forces electroestàtiques són relativament grans. La força entre un electró i un protó, que junts formen un àtom d'hidrogen, és uns 36 ordres de magnitud més forta que la força gravitatòria que actua entre ells.
Hi ha molts exemples de fenòmens electroestàtics, des d'aquells tan simples com l'atracció de l'embolcall de plàstic per la mà després de treure'l d'un paquet, fins a l'explosió aparentment espontània de les sitges de gra, el dany dels components electrònics durant la fabricació, i la fotocopiadora i funcionament de la impressora làser. L'electroestàtica implica l'acumulació de càrrega a la superfície dels objectes a causa del contacte amb altres superfícies. Tot i que l'intercanvi de càrregues es produeix sempre que dues superfícies es posen en contacte i se separen, els efectes de l'intercanvi de càrregues solen notar-se només quan almenys una de les superfícies té una alta resistència al flux elèctric, perquè les càrregues que es transfereixen hi queden atrapades durant un temps suficient per cal observar els seus efectes. Aquestes càrregues romanen a l'objecte fins que passen a terra o es neutralitzen ràpidament per una descàrrega. El fenomen familiar d'un «xoc» estàtic és causat per la neutralització de la càrrega acumulada al cos a partir del contacte amb superfícies aïllades.

## Conceptes matemàtics fonamentals

### La llei de Coulomb

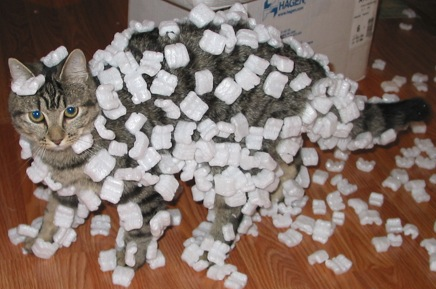
Un efecte electroestàtic: trossos de poliestirè que s'enganxen a la pell d'un gat a causa de l'electricitat estàtica.
L'efecte triboelèctric fa que s'acumuli una càrrega electroestàtica a la superfície de la pell a causa dels moviments del gat. El camp elèctric de la càrrega provoca la polarització de les molècules del poliestirè a causa de la inducció electroestàtica, donant lloc a una lleugera atracció de les peces lleugeres de poliestirè cap a la pell carregada. Aquest efecte també és la causa de l'adherència estàtica a la roba

La llei de Coulomb estableix que: «La magnitud de la força electroestàtica d'atracció o repulsió entre dues càrregues puntuals és directament proporcional al producte de les magnituds de les càrregues i inversament proporcional al quadrat de la distància entre elles».
La força és al llarg de la recta que els uneix. Si les dues càrregues tenen el mateix signe, la força electroestàtica entre elles és repulsiva; si tenen signes diferents, la força entre ells és atractiva.
Si {\displaystyle r} és la distància (en metres) entre dues càrregues, després la força (en newtons) entre dues càrregues puntuals {\displaystyle q} i {\displaystyle Q} (en coulombs) és:
{\displaystyle F={\frac {1}{4\pi \varepsilon _{0}}}{\frac {qQ}{r^{2}}}=k_{0}{\frac {qQ}{r^{2}}}\,,}
on ε0 és la permitivitat del buit, o la permitivitat de l'espai lliure:
{\displaystyle \varepsilon _{0}\approx \mathrm {8.854\ 187\ 817\times 10^{-12}~C^{2}{\cdot }N^{-1}{\cdot }m^{-2}} .}
Les unitats SI de ε0 és equivalent a A2⋅s4 ⋅kg−1⋅m−3 o C2⋅N−1⋅m−2 o F⋅m−1. La constant de Coulomb és:
{\displaystyle k_{\text{e}}={\frac {1}{4\pi \varepsilon _{0}}}\approx \mathrm {8.987\ 551\ 792\times 10^{9}~N{\cdot }m^{2}{\cdot }C^{-2}} .}
Un sol protó té una càrrega de e, i l'electró té una càrrega de -e, on,
{\displaystyle e=\mathrm {1.602\ 176\ 634\times 10^{-19}~C} .}
Aquestes constants físiques (ε0, k0, e) es defineixen actualment de manera que e es defineix exactament, i ε0 i k0 són magnituds mesurades.

### El camp elèctric

El camp electroestàtic (línies amb fletxes) d'una càrrega positiva propera (+) fa que les càrregues mòbils dels objectes conductors se separin a causa de la inducció electroestàtica. Les càrregues negatives (blau) són atretes i es mouen a la superfície de l'objecte enfront de la càrrega externa. Les càrregues positives (vermell) es repel·leixen i es mouen cap a la superfície mirant cap enrere. Aquestes càrregues superficials induïdes tenen exactament la mida i la forma adequades, de manera que el seu camp elèctric oposat cancel·la el camp elèctric de la càrrega externa a tot l'interior del metall. Per tant, el camp electroestàtic a tot arreu dins d'un objecte conductor és zero i el potencial electroestàtic és constant

El camp elèctric, {\displaystyle {\vec {E}}}, en unitats de newtons per coulomb o volts per metre, és un camp vectorial que es pot definir a tot arreu, excepte a la ubicació de les càrregues puntuals (on divergeix fins a l'infinit). Es defineix com la força electroestàtica {\displaystyle {\vec {F}}\,} en newtons sobre una hipotètica càrrega de prova petita en el punt degut a la llei de Coulomb, dividida per la magnitud de la càrrega {\displaystyle q\,}en coulombs
{\displaystyle {\vec {E}}={{\vec {F}} \over q}}
Les línies de camp elèctric són útils per visualitzar el camp elèctric. Les línies de camp comencen amb càrrega positiva i acaben amb càrrega negativa. Són paral·lels a la direcció del camp elèctric en cada punt, i la densitat d'aquestes línies de camp és una mesura de la magnitud del camp elèctric en un punt donat.
S'ha de considerar una col·lecció de {\displaystyle N} partícules de càrrega {\displaystyle Q_{i}}, situat en punts {\displaystyle {\vec {r}}_{i}} (anomenats punts font), el camp elèctric a {\displaystyle {\vec {r}}} (anomenat punt de camp) és:
{\displaystyle {\vec {E}}({\vec {r}})={\frac {1}{4\pi \varepsilon _{0}}}\sum _{i=1}^{N}{\frac {{\widehat {\mathcal {R}}}_{i}Q_{i}}{\left\|{\mathcal {\vec {R}}}_{i}\right\|^{2}}},}
on {\displaystyle {\vec {\mathcal {R}}}_{i}={\vec {r}}-{\vec {r}}_{i},} és el vector de desplaçament des d'un punt font {\displaystyle {\vec {r}}_{i}} fins al punt de camp {\displaystyle {\vec {r}}}, i {\displaystyle {\widehat {\mathcal {R}}}_{i}={\vec {\mathcal {R}}}_{i}/\left\|{\vec {\mathcal {R}}}_{i}\right\|} és un vector unitari que indica la direcció del camp. Per a una única càrrega puntual a l'origen, la magnitud d'aquest camp elèctric és {\displaystyle E=k_{\text{e}}Q/{\mathcal {R}}^{2},} i s'allunya d'aquesta càrrega si és positiva. El fet que la força (i, per tant, el camp) es pugui calcular sumant totes les contribucions degudes a les partícules font individuals és un exemple del principi de superposició. El camp elèctric produït per una distribució de càrregues ve donat per la densitat de càrrega en volum {\displaystyle \rho ({\vec {r}})} i es pot obtenir convertint aquesta suma en una integral triple:
{\displaystyle {\vec {E}}({\vec {r}})={\frac {1}{4\pi \varepsilon _{0}}}\iiint {\frac {{\vec {r}}-{\vec {r}}\,'}{\left\|{\vec {r}}-{\vec {r}}\,'\right\|^{3}}}\rho ({\vec {r}}\,')\,\mathrm {d} ^{3}r\,'}

### La llei de Gauss
La llei de Gauss diu que «el flux elèctric total a través de qualsevol superfície tancada a l'espai lliure de qualsevol forma dibuixada en un camp elèctric és proporcional a la càrrega elèctrica total tancada per la superfície». Matemàticament, la llei de Gauss pren la forma d'una equació integral:
{\displaystyle \oint _{S}{\vec {E}}\cdot \mathrm {d} {\vec {A}}={\frac {1}{\varepsilon _{0}}}\,Q_{\text{tancat}}=\int _{V}{\rho  \over \varepsilon _{0}}\cdot \mathrm {d} ^{3}r,}
on {\displaystyle \mathrm {d} ^{3}r=\mathrm {d} x\ \mathrm {d} y\ \mathrm {d} z} és un element de volum. Si la càrrega es distribueix per una superfície o al llarg d'una línia, s'ha de substituir {\displaystyle \rho \,\mathrm {d} ^{3}r} per {\displaystyle \sigma \,\mathrm {d} A} o {\displaystyle \lambda \,\mathrm {d} \ell }. El teorema de la divergència permet escriure la llei de Gauss en forma diferencial:
{\displaystyle {\vec {\nabla }}\cdot {\vec {E}}={\rho  \over \varepsilon _{0}}.}
on {\displaystyle {\vec {\nabla }}\cdot } és l'operador de divergència.

### Equacions de Poisson i Laplace
La definició de potencial electroestàtic, combinada amb la forma diferencial de la llei de Gauss (a dalt), proporciona una relació entre el potencial Φ i la densitat de càrrega ρ:
{\displaystyle {\nabla }^{2}\phi =-{\rho  \over \varepsilon _{0}}.}
Aquesta relació és una forma de l'equació de Poisson. En absència de càrrega elèctrica no aparellada, l'equació es converteix en l'equació de Laplace:
{\displaystyle {\nabla }^{2}\phi =0,}

## Aproximació electroestàtica
La validesa de l'aproximació electroestàtica es basa en el supòsit que el camp elèctric és irrotacional:
{\displaystyle {\vec {\nabla }}\times {\vec {E}}=0.}
A partir de la llei de Faraday, aquesta suposició implica l'absència o gairebé absència de camps magnètics variables en el temps:
{\displaystyle {\partial {\vec {B}} \over \partial t}=0.}
En altres paraules, l'electroestàtica no requereix l'absència de camps magnètics o corrents elèctrics. Més aviat, si existeixen camps magnètics o corrents elèctrics, no han de canviar amb el temps o, en el pitjor dels casos, han de canviar amb el temps només molt lentament. En alguns problemes, es poden requerir tant electroestàtica com magnetoestàtica per a prediccions precises, però encara es pot ignorar l'acoblament entre els dos. Tant l'electroestàtica com la magnetoestàtica es poden veure com a límits galileans per a l'electromagnetisme.

### Potencial electroestàtic
Com que el camp elèctric és irrotacional, és possible expressar el camp elèctric com el gradient d'una funció escalar, {\displaystyle \phi }, anomenat potencial electroestàtic (també conegut com a tensió). Un camp elèctric, {\displaystyle E}, punts des de regions d'alt potencial elèctric fins a regions de baix potencial elèctric, expressats matemàticament com
{\displaystyle {\vec {E}}=-{\vec {\nabla }}\phi .}
El teorema del gradient es pot utilitzar per establir que el potencial electroestàtic és la quantitat de treball per unitat de càrrega necessària per moure una càrrega des d'un punt {\displaystyle a} a un punt 𝑏 amb la següent integral de línia:
{\displaystyle -\int _{a}^{b}{{\vec {E}}\cdot \mathrm {d} {\vec {\ell }}}=\phi ({\vec {b}})-\phi ({\vec {a}}).}
A partir d'aquestes equacions, veiem que el potencial elèctric és constant en qualsevol regió per a la qual s'esvaeix el camp elèctric (com ara es produeix a l'interior d'un objecte conductor).

### Energia electroestàtica
L'energia potencial d'una partícula de prova, {\displaystyle U_{\mathrm {E} }^{\text{simple}}}, es pot calcular a partir d'una integral de línia de treball, {\displaystyle q_{n}{\vec {E}}\cdot \mathrm {d} {\vec {\ell }}}. Integrem des d'un punt a l'infinit i assumim una col·lecció de {\displaystyle N} partícules de càrrega {\displaystyle Q_{n}}, ja estan situats als punts {\displaystyle {\vec {r}}_{i}}. Aquesta energia potencial (en Joules) és:
{\displaystyle U_{\mathrm {E} }^{\text{simple}}=q\phi ({\vec {r}})={\frac {q}{4\pi \varepsilon _{0}}}\sum _{i=1}^{N}{\frac {Q_{i}}{\left\|{\mathcal {{\vec {R}}_{i}}}\right\|}}}
on {\displaystyle {\vec {\mathcal {R_{i}}}}={\vec {r}}-{\vec {r}}_{i}} és la distància de cada càrrega {\displaystyle Q_{i}}de la càrrega de prova {\displaystyle q}, que es troba al punt {\displaystyle {\vec {r}}}, i {\displaystyle \phi ({\vec {r}})} és el potencial elèctric que hi hauria {\displaystyle {\vec {r}}} si no hi hagués la càrrega de prova. Si només hi ha dues càrregues, l'energia potencial és {\displaystyle k_{\text{e}}Q_{1}Q_{2}/r}. L'energia potencial elèctrica total deguda a una col·lecció de N càrregues  es calcula reunint aquestes partícules una a la vegada:
{\displaystyle U_{\mathrm {E} }^{\text{total}}={\frac {1}{4\pi \varepsilon _{0}}}\sum _{j=1}^{N}Q_{j}\sum _{i=1}^{j-1}{\frac {Q_{i}}{r_{ij}}}={\frac {1}{2}}\sum _{i=1}^{N}Q_{i}\phi _{i},}
d'on procedeix la suma següent, j = 1 a N, excloent i = j:
{\displaystyle \phi _{i}={\frac {1}{4\pi \varepsilon _{0}}}\sum _{\stackrel {j=1}{j\neq i}}^{N}{\frac {Q_{j}}{r_{ij}}}.}
Aquest potencial elèctric, {\displaystyle \phi _{i}} és el que es mesuraria {\displaystyle {\vec {r}}_{i}} si falta la càrrega {\displaystyle Q_{i}}. Aquesta fórmula, òbviament, exclou l'energia (infinita) que es requeriria per muntar cada càrrega puntual d'un núvol dispers de càrrega. La suma de càrregues es pot convertir en una densitat de sobrecàrrega integral mitjançant la prescripció {\textstyle \sum (\cdots )\rightarrow \int (\cdots )\rho \,\mathrm {d} ^{3}r}:
{\displaystyle U_{\mathrm {E} }^{\text{total}}={\frac {1}{2}}\int \rho ({\vec {r}})\phi ({\vec {r}})\,\mathrm {d} ^{3}r={\frac {\varepsilon _{0}}{2}}\int \left|{\mathbf {E} }\right|^{2}\,\mathrm {d} ^{3}r,}
Aquesta segona expressió per a l'energia electroestàtica utilitza el fet que el camp elèctric és el gradient negatiu del potencial elèctric, així com les identitats de càlcul vectorial d'una manera que s'assembla a la integració per parts. Aquestes dues integrals per a l'energia del camp elèctric semblen indicar dues fórmules mútuament excloents per a la densitat d'energia electroestàtica, és a dir {\textstyle {\frac {1}{2}}\rho \phi } i {\textstyle {\frac {1}{2}}\varepsilon _{0}E^{2}}; donen valors iguals per a l'energia electroestàtica total només si tots dos estan integrats en tot l'espai.

### Pressió electroestàtica
En un conductor, una càrrega superficial experimentarà una força en presència d'un camp elèctric. Aquesta força és la mitjana del camp elèctric discontinu a la càrrega superficial. Aquesta mitjana en termes del camp just fora de la superfície ascendeix a:
{\displaystyle P={\frac {\varepsilon _{0}}{2}}E^{2},}
Aquesta pressió tendeix a atraure el conductor cap al camp, independentment del signe de la càrrega superficial.

## Sèries triboelèctriques
L'efecte triboelèctric és un tipus d'electrificació de contacte en què determinats materials es carreguen elèctricament quan es posen en contacte amb un material diferent i després se separen. Un dels materials adquireix una càrrega positiva i l'altre adquireix una càrrega negativa igual. La polaritat i la força de les càrregues produïdes difereixen segons els materials, la rugositat de la superfície, la temperatura, la tensió i altres propietats. L'ambre, per exemple, pot adquirir una càrrega elèctrica per fricció amb un material com la llana. Aquesta propietat, registrada per primera vegada per Tales de Milet, va ser el primer fenomen elèctric investigat pels humans. Altres exemples de materials que poden adquirir una càrrega important quan es freguen junts inclouen el vidre fregat amb seda i el cautxú dur fregat amb pell.

## Generadors electroestàtics
La presència d'un desequilibri de càrrega superficial significa que els objectes mostraran forces atractives o repulsives. Aquest desequilibri de càrrega superficial, que produeix electricitat estàtica, es pot generar tocant dues superfícies diferents juntes i després separant-les a causa dels fenòmens d'electrificació de contacte i l'efecte triboelèctric.
Fregar dos objectes no conductors genera una gran quantitat d'electricitat estàtica. Això no és només el resultat de la fricció; dues superfícies no conductores es poden carregar només col·locant-les una sobre l'altra. Com que la majoria de les superfícies tenen una textura rugosa, es triga més temps a aconseguir la càrrega mitjançant el contacte que mitjançant el fregament. Fregar objectes junts augmenta la quantitat de contacte adhesiu entre les dues superfícies.
Normalment, els aïllants, és a dir, les substàncies que no condueixen l'electricitat, són bons tant per generar com per mantenir una càrrega superficial. Alguns exemples d'aquestes substàncies són el cautxú, el plàstic, el vidre i la medul·la vegetal.
Els objectes conductors rarament generen un desequilibri de càrrega, excepte quan una superfície metàl·lica és impactada per no conductors sòlids o líquids. La càrrega que es transfereix durant l'electrificació de contacte s'emmagatzema a la superfície de cada objecte. Els generadors electroestàtics, dispositius que produeixen una tensió molt alta amb un corrent molt baix i que s'utilitzen per a demostracions de física a l'aula, depenen d'aquest efecte.
La presència de corrent elèctric no disminueix les forces electroestàtiques ni les espurnes, la descàrrega corona o altres fenòmens. Tots dos fenòmens poden existir simultàniament en el mateix sistema.

## Càrrega de neutralització
El fenomen electroestàtic natural més conegut, sovint considerat com una molèstia ocasional en estacions de poca humitat, és l'electricitat estàtica. L'electricitat estàtica és generalment inofensiva, però pot ser destructiva i perjudicial en algunes situacions (per exemple, la fabricació d'electrònica). Quan es treballa en contacte directe amb circuits electrònics integrats (especialment MOSFET delicats). En presència de gas inflamable, cal tenir cura d'evitar l'acumulació i la descàrrega sobtada de càrrega estàtica (vegeu Descàrrega electroestàtica).

## Inducció electroestàtica
La inducció electroestàtica, descoberta pel científic britànic John Canton el 1753 i el professor suec Johan Carl Wilcke el 1762, és una redistribució de càrregues en un objecte causada pel camp elèctric d'una càrrega propera.
Per exemple, si un objecte carregat positivament s'acosta a un objecte metàl·lic sense càrrega, els electrons mòbils carregats negativament del metall seran atrets per la càrrega externa i es mouran cap al costat del metall que hi té davant, creant una càrrega negativa en la superfície del metall. Quan els electrons es mouen fora d'una àrea, deixen una càrrega positiva a causa dels nuclis dels àtoms metàl·lics, de manera que el costat de l'objecte metàl·lic que mira lluny de la càrrega adquireix una càrrega positiva. Aquestes càrregues induïdes desapareixen quan s'elimina la càrrega externa.
La inducció també és responsable de l'atracció d'objectes lleugers, com ara globus, troços de paper i poliestirè a les càrregues estàtiques. Les càrregues superficials induïdes en objectes conductors cancel·len exactament els camps elèctrics externs dins del conductor, de manera que no hi ha camp elèctric dins d'un objecte metàl·lic. Aquesta és la base de l'acció de blindatge del camp elèctric d'una gàbia de Faraday. Com que el camp elèctric és el gradient de la tensió, la inducció electroestàtica també és responsable de fer constant el potencial elèctric (tensió) en tot un objecte conductor.

## Electricitat estàtica

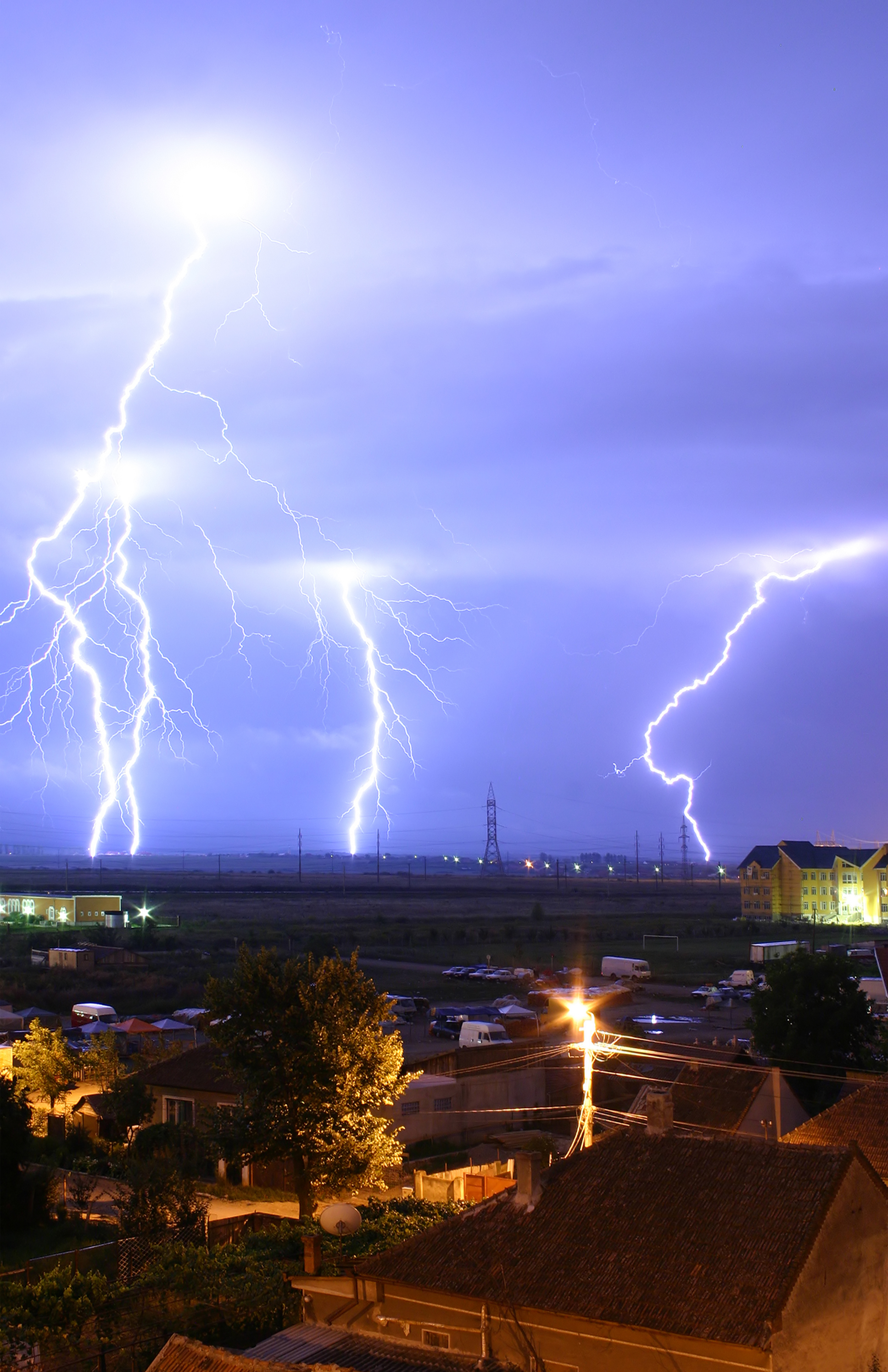
Un llamp sobre Oradea, Romania

Abans de l'any 1832, quan Michael Faraday va publicar els resultats del seu experiment sobre la identitat de les electricitats, els físics pensaven que «l'electricitat estàtica» era d'alguna manera diferent d'altres càrregues elèctriques. Michael Faraday va demostrar que l'electricitat induïda per l'imant, l'electricitat voltaica produïda per una bateria i l'electricitat estàtica són totes iguals.
L'electricitat estàtica sol produir-se quan certs materials es freguen entre si, com la llana sobre el plàstic o les soles de les sabates sobre la catifa. El procés fa que els electrons siguin extrets de la superfície d'un material i es traslladin a la superfície de l'altre material.
Un xoc estàtic es produeix quan la superfície del segon material, carregada negativament amb electrons, toca un conductor carregat positivament, o viceversa.
L'electricitat estàtica era una molèstia durant els processos d'enregistrament analògic perquè pot atreure la pols cap als materials sensibles. En el cas de la fotografia, la pols s'acumulava sobre les lents i el resultat era la degradació de la imatge resultant. La pols també malmetia de manera permanent l'enregistrament de discs de vinil perquè es podia incrustar en els solcs quan l'agulla passava per sobre. En ambdós casos hi havia diferents maneres de combatre la pols dipositada per efecte de l'electricitat estàtica, alguns raspalls, especialment de fibra de carboni, s'anunciaven amb propietats antiestàtiques. També hi havia dispositius que disparaven un raig d'ions que descarregaven els discs i les lents.
L'electricitat estàtica s'utilitza habitualment en xerografia, filtres d'aire i alguns processos de recobriment utilitzats en la fabricació. L'electricitat estàtica és una acumulació de càrregues elèctriques sobre dos objectes que s'han separat entre si. Els components elèctrics petits es poden danyar per l'electricitat estàtica, i els fabricants de components utilitzen una sèrie de dispositius antiestàtics per evitar-ho.
L'electricitat estàtica és un element important en el procés biològic de la pol·linització entomògama que es fa a través de les abelles, atès que la càrrega del cos de les abelles ajuda a atreure i retenir el pol·len.

### L'electricitat estàtica i la indústria química
Quan s'ajunten diferents materials i després se separen, es pot produir una acumulació de càrrega elèctrica que deixa un material carregat positivament mentre que l'altre es carrega negativament. La descàrrega lleu que es rep quan es toca un objecte posat a terra després de caminar per la catifa és un exemple de l'excés de càrrega elèctrica que s'acumula al cos per la càrrega per fricció entre les sabates i la catifa. L'acumulació de càrrega resultant al cos pot generar una forta descàrrega elèctrica. Tot i que experimentar amb electricitat estàtica pot ser divertit, espurnes similars creen perills greus en les indústries que tracten amb substàncies inflamables, on una petita espurna elèctrica pot encendre mescles explosives amb conseqüències devastadores.
Un mecanisme de càrrega similar es pot produir dins de fluids de baixa conductivitat que flueixen per canonades, un procés anomenat electrificació del flux. Els fluids que tenen una conductivitat elèctrica baixa (per sota de 50 picosiemens per metre), s'anomenen acumuladors. Els fluids que tenen conductivitats superiors a 50 pS/m s'anomenen no acumuladors. En els no acumuladors, les càrregues es recombinen tan ràpid com es separen i, per tant, la generació de càrrega electroestàtica no és significativa. A la indústria petroquímica, 50 pS/m és el valor mínim recomanat de conductivitat elèctrica per a l'eliminació adequada de la càrrega d'un fluid.
Un concepte important per als fluids aïllants és el temps de relaxació estàtica. Això és similar a la constant de temps (tau) dins d'un circuit RC. Per als materials aïllants, és la relació de la constant dielèctrica estàtica dividida per la conductivitat elèctrica del material. Per als fluids d'hidrocarburs, això de vegades s'aproxima dividint el nombre 18 per la conductivitat elèctrica del fluid. Així, un fluid que tingui una conductivitat elèctrica d'1 pS/cm (100 pS/m) tindrà un temps de relaxació estimat d'uns 18 segons. L'excés de càrrega dins d'un fluid es dissiparà gairebé completament després de 4 a 5 vegades el temps de relaxació, o 90 segons per al fluid de l'exemple anterior.
La generació de càrrega augmenta a velocitats de fluid més altes i diàmetres de canonades més grans, arribant a ser força important en canonades de 8 polzades (200 mm) o més. La generació de càrrega estàtica en aquests sistemes es controla millor limitant la velocitat del fluid. L'estàndard britànic BS PD CLC/TR 50404:2003 (anteriorment BS-5958-Part 2) Codi de pràctiques per al control de l'electricitat estàtica indesitjable prescriu límits de velocitat. A causa del seu gran impacte en la constant dielèctrica, la velocitat recomanada per als fluids d'hidrocarburs que contenen aigua s'hauria de limitar a 1 m/s.
La connexió i la connexió a terra són les maneres habituals d'evitar l'acumulació de càrrega. Per a fluids amb conductivitat elèctrica per sota de 10 pS/m, la connexió i la connexió a terra no són adequades per a la dissipació de càrrega i poden ser necessaris additius antiestàtics.

#### Estàndars aplicables
- BS PD CLC/TR 50404:2003 Code of Practice for Control of Undesirable Static Electricity (Codi de pràctiques per al control de l'electricitat estàtica indesitjable)
- NFPA 77 (2007) Recommended Practice on Static Electricity(Pràctica recomanada en electricitat estàtica)
- API RP 2003 (1998) Protection Against Ignitions Arising Out of Static, Lightning, and Stray Currents (Protecció contra ignicions derivades de corrents estàtics, llamps i corrents errants)

## La inducció electroestàtica en aplicacions comercials
La inducció electroestàtica es va utilitzar en el passat per construir generadors d'alta tensió coneguts com a màquines d'influència. El component principal que va sorgir en aquests temps és el condensador.
La inducció electroestàtica també s'utilitza per a la precipitació o projecció electromecànica. En aquestes tecnologies, les partícules carregades de petites mides es recullen o es dipositen intencionadament a les superfícies. Les aplicacions van des del precipitador electroestàtic fins al recobriment electroestàtic i la impressió d'injecció de tinta.
Els actuadors electroestàtics han estat despertant recentment l'interès en l'àrea d'investigació de la robòtica tova. Els actuadors electroestàtics es poden utilitzar com a embragatges per a dispositius portàtils que poden mostrar un ajustament d'impedància mecànica i una eficiència energètica millorada. Altres aplicacions rellevants inclouen, entre d'altres, actuadors electroestàtics amb amplificació hidràulica multimode per a hàptics portàtils i robots impulsats per actuador electroestàtic.